# Puente del Congosto
Puente del Congosto es un municipio y localidad española de la provincia de Salamanca, en la comunidad autónoma de Castilla y León. Se integra dentro de la comarca de Guijuelo y la subcomarca del Alto Tormes. Pertenece al partido judicial de Béjar.
Su término municipal ocupa una superficie total de 34,04 km² y según los datos demográficos recogidos en el padrón municipal elaborado por el INE en el año 2017, cuenta con una población de 227 habitantes.

## Toponimia
El nombre de Puente del Congosto viene de «Puente del Arco Angosto», haciendo referencia al puente sobre el río Tormes de la ruta Ávila-Ciudad Rodrigo, el cual tenía un arco estrecho del que actualmente solo se conserva una pared lateral.

## Símbolos

### Escudo
El escudo heráldico y la bandera que representan al municipio fueron aprobados oficialmente el 30 de abril de 2003. El escudo sigue el siguiente blasón:

Escudo partido. Primero en campo de gules un puente de oro sobre ondas de plata y azur, sumado de un castillo de oro aclarado de azur. Segundo jaquelado de quince piezas, ocho de plata y siete de azur.
Boletín Oficial de Castilla y León n.º 103 de 2 de junio de 2003

### Bandera
La bandera responde a la siguiente descripción textual:

Paño cuadrado, de proporción 1:1, dividido verticalmente en tres franjas iguales, la central de color rojo con el Escudo Municipal al centro del paño y las otras dos, ajedrezadas de quince piezas, ocho blancas y siete azules.
Boletín Oficial de Castilla y León n.º 103 de 2 de junio de 2003

## Geografía
La localidad se encuentra a una altitud de 944 m s. n. m. El municipio se encuentra en el sureste de la provincia; linda con los términos de Cespedosa de Tormes, Gallegos de Solmirón Navamorales, Santibáñez de Béjar y El Tejado —pertenecientes también a la provincia de Salamanca— y con los de Medinilla y Narrillos del Álamo —pertenecientes a la provincia de Ávila—.
| Noroeste: Cespedosa de Tormes | Norte: Narrillos del Álamo | Noreste: Gallegos de Solmirón |
| Oeste: Santibáñez de Béjar    |                            | Este: Navamorales             |
| Suroeste: Medinilla           | Sur: El Tejado             | Sureste: Navamorales          |

## Historia

### Edad Media

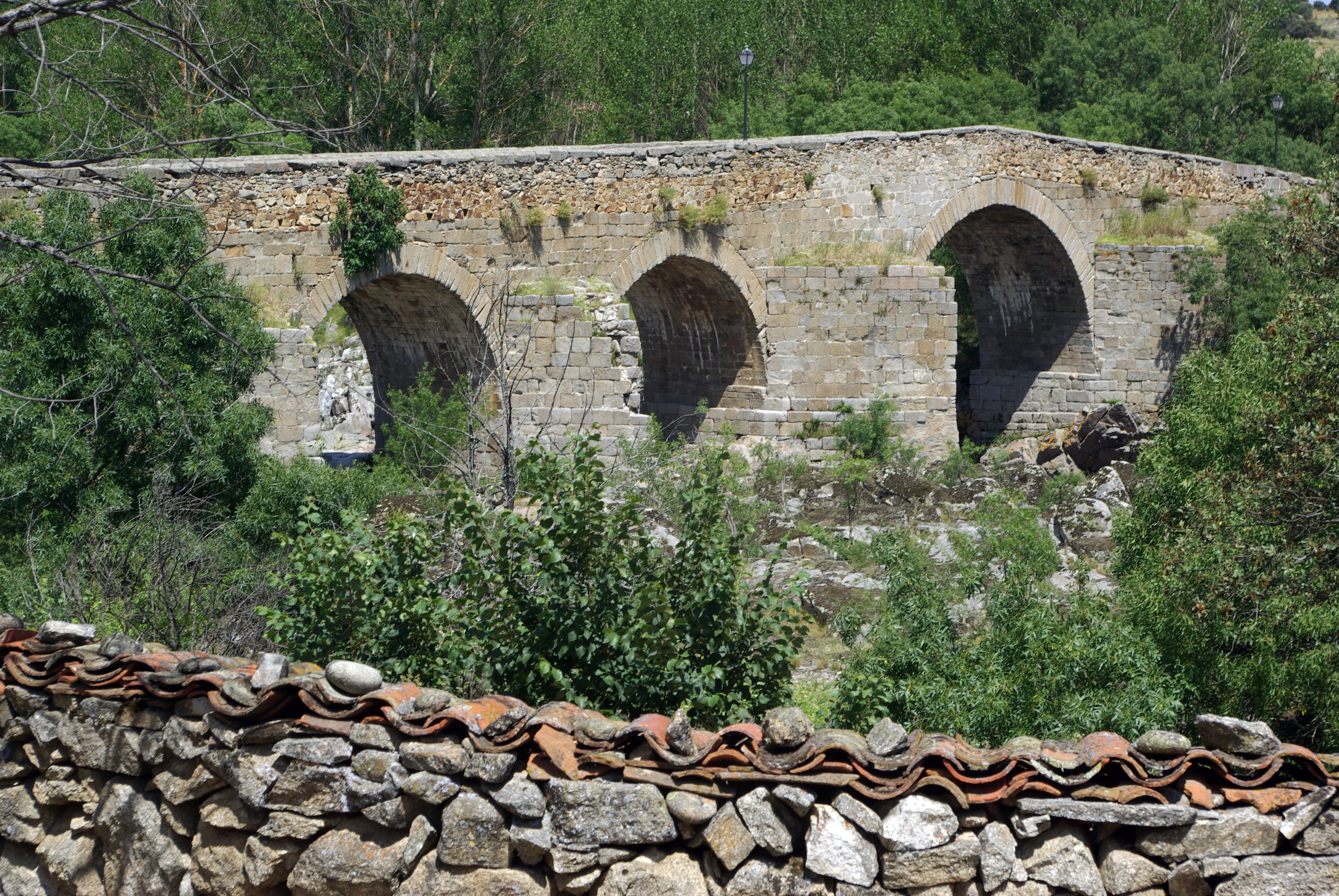
Puente medieval.

La localidad, que formaba parte del realengo de la Tierra de Ávila, experimentó un proceso de señoralización junto a Cespedosa, siendo donada por Enrique III de Castilla a Gil González Dávila el 2 de noviembre de 1393.

### Edad Moderna
En 1539 la villa —que en ese momento pertenecía a la orden de Calatrava— fue transferida junto al resto de aldeas y lugares de su jurisdicción al duque de Alba, Fernando Álvarez de Toledo.

### Edad Contemporánea

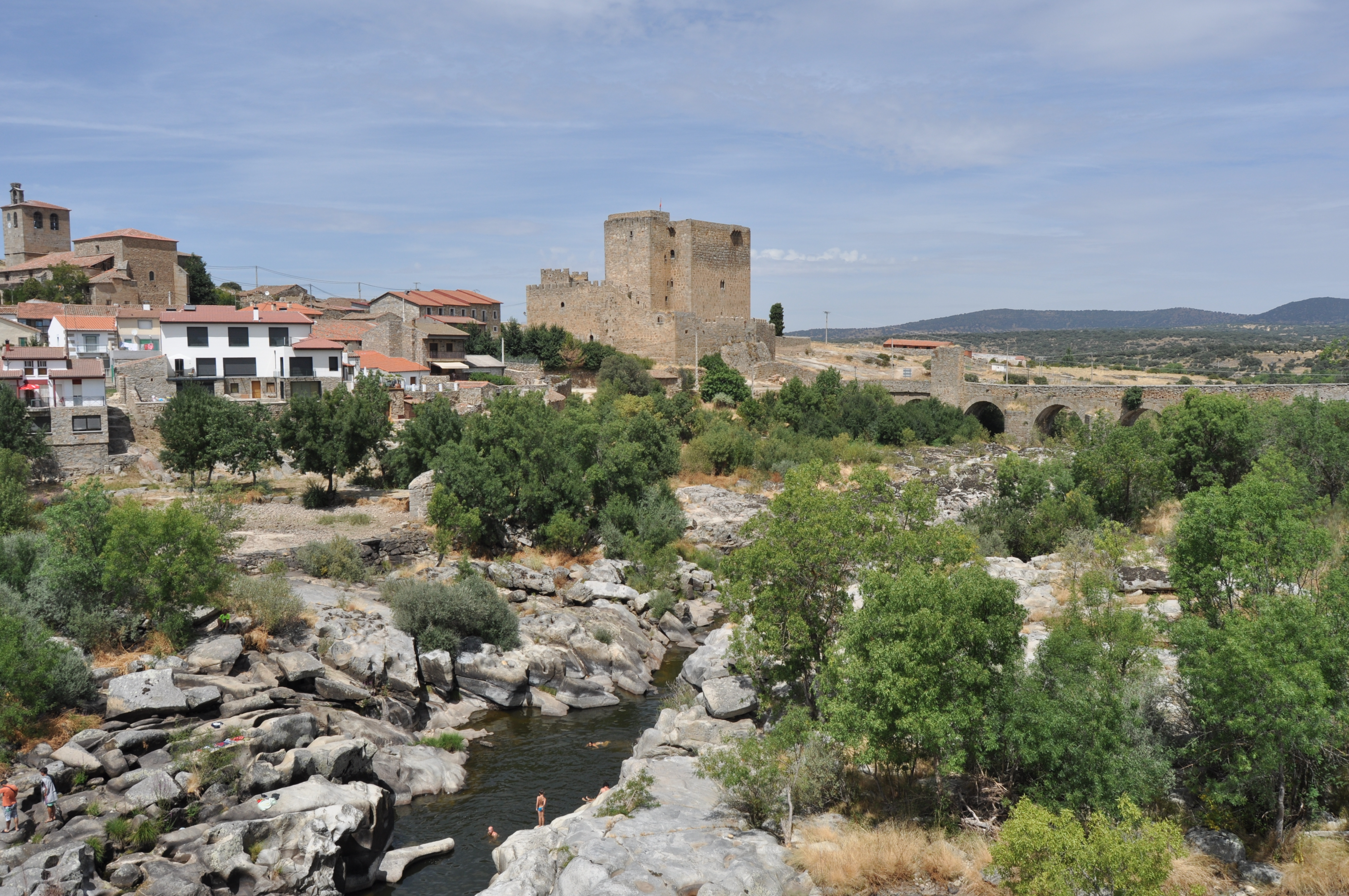
Castillo y puente.

La reorganización provincial de Javier de Burgos de 1833 la encuadró en la provincia de Salamanca y la Región Leonesa.
La villa de Puente de Congosto encabezó el Señorío de la Villa y Tierra de La Puente del Congosto hasta la abolición de los señoríos. Dicho señorío estaba formado por la Villa de Puente del Congosto y tres cuadrillas: la de El Tejado (con sus tres barrios y Peñaflor, hoy despoblado), la de Bercimuelle y la de Navamorales ( que era la cabeza de su cuadrilla e incluía las poblaciones ya desaparecidas de Las Casillas y Berrocosa).

## Geografía humana

### Demografía
Cuenta con una población de 225 habitantes (INE 2024).
| Gráfica de evolución demográfica de Puente del Congosto entre 1842 y 2021 |
| |
| Población de derecho según los censos de población del INE Población de hecho según los censos de población del INEEntre el censo de 1981 y el anterior, crece el término del municipio porque incorpora a 37048 (Bercimuelle) |

### Núcleos de población
El municipio se divide en dos núcleos de población, que poseían la siguiente población en 2015 según el INE.
| Núcleo de población | Población |
| ------------------- | --------- |
| Puente del Congosto | 175       |
| Bercimuelle         | 65        |

## Monumentos y lugares de interés

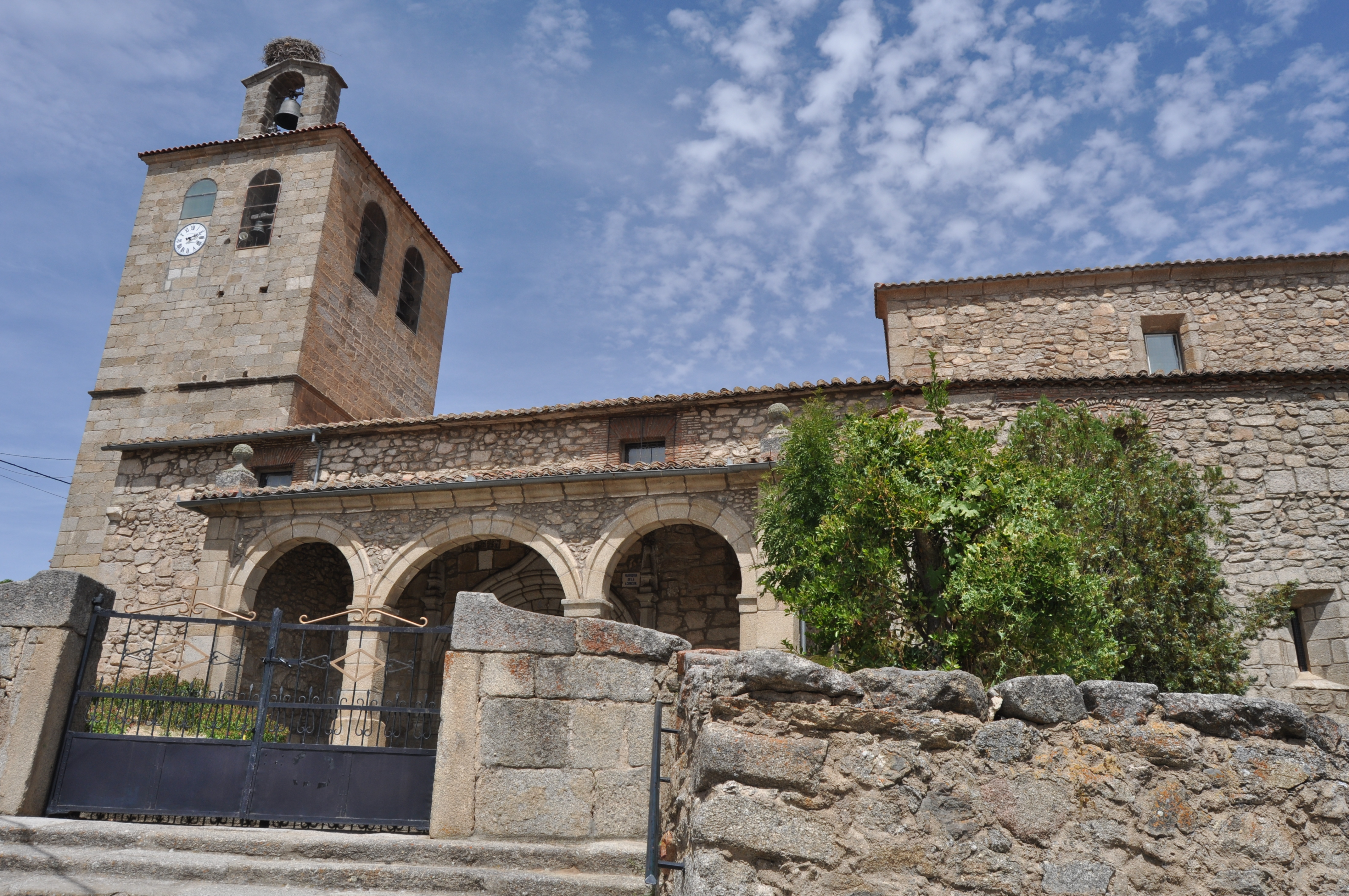
Iglesia de Nª Sra. de la Asunción.

### Iglesia Nuestra Señora de la Asunción
La iglesia parroquial de Puente del Congosto, consagrada a Nuestra Señora de la Asunción, es un magnífico edificio gótico construido en el siglo XVI, seguramente sobre algún primitivo templo, y reconstruido en el XVI, formado por tres naves e igual número de capillas en la cabecera. Cabe resaltar de su interior las bóvedas de crucería del altar mayor y la capilla de un lateral, ambas del siglo XVI, así como el retablo central, del siglo XVII, que preside la capilla mayor, revestido con láminas de papel de oro pegadas, llamadas "panes de oro". Algo posteriores, del siglo XVIII, son los retablos de otros cuatro altares laterales, de estilo barroco, así como el órgano, de gran tamaño, situado en el coro. Además de los referidos, existen otros dos altares más modernos. La iglesia conserva igualmente un valioso cancel de madera tallada de nogal, así como interesantes objetos de orfebrería, escultura y ropas eclesiásticas. En la sacristía, cuyo techo es muy llamativo, hay otro vistoso mueble, también de madera de nogal. En cuanto al exterior del templo, no desmerece en absoluto de su interior. Destaca su artística portada, toda ella de granito de la zona, con tres llamativos arcos de piedra de cantería.

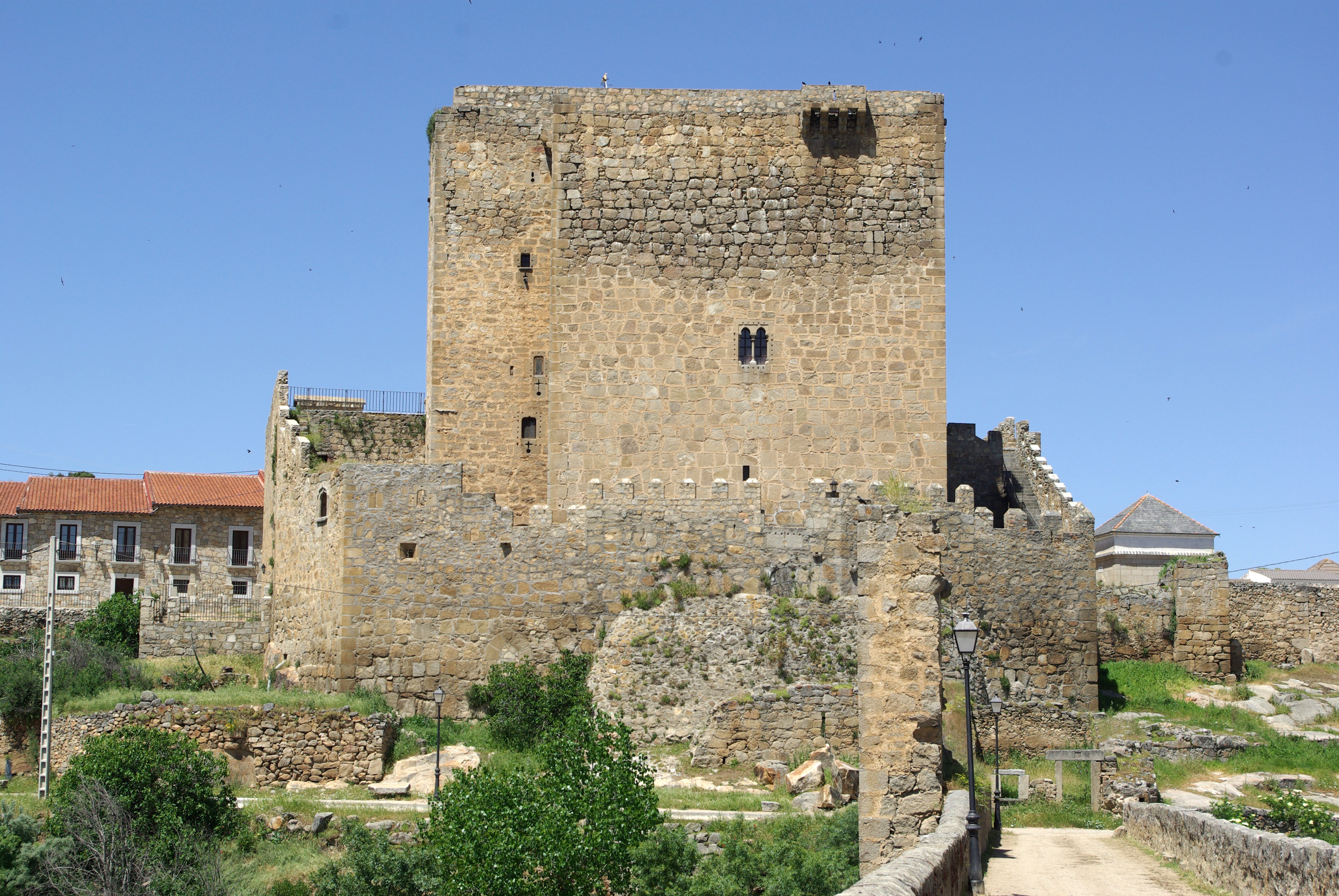
Castillo medieval.

### Castillo de los Dávila
El origen se sitúa entre el siglo XII o XIII, para proteger el puente en la ruta Ávila - Ciudad Rodrigo. En 1393 Enrique III concede a Gil González Dávila el señorío del Puente del Congosto, el cual, lo reconstruye y perdura en la actualidad.
En 1485 nace Pedro de la Gasca, tataranieto de Gil González Dávila, a quien el emperador Carlos V encomendó sofocar la rebelión de Pizarro en Perú.
En 1497, a la reina Isabel la Católica hallándose en este castillo, le comunicaron el fallecimiento de su hijo, el Príncipe de Asturias.
El emperador Carlos V se alojó también en el castillo camino de su retiro en Yuste.
El castillo y la villa pasaron a manos de los duques de Alba. En 1809 las tropas francesas lo ocuparon durante dos años.
Su planta, demarcada por la muralla perimetral, es de un hexágono irregular. Puede recorrerse, en su parte alta, en su práctica totalidad, por un camino de ronda. La entrada actual al recinto da acceso directo a un espacioso patio de armas al aire libre, parcialmente solado con lanchas de granito.
Actualmente es una propiedad privada.

## Administración y política
| Partido político                         | 2019  | 2019  | 2019       | 2015  | 2015  | 2015       | 2011  | 2011  | 2011       | 2007  | 2007  | 2007       | 2003  | 2003  | 2003       |
| Partido político                         | %     | Votos | Concejales | %     | Votos | Concejales | %     | Votos | Concejales | %     | Votos | Concejales | %     | Votos | Concejales |
| Partido Popular (PP)                     | 47,46 | 84    | 3          | 71,12 | 133   | 4          | 62,89 | 122   | 5          | 23,29 | 51    | 1          | 53,78 | 135   | 4          |
| Partido Socialista Obrero Español (PSOE) | 37,29 | 66    | 2          | 24,60 | 46    | 1          | 36,08 | 70    | 2          | 25,11 | 55    | 2          | 27,09 | 68    | 2          |
| Unión del Pueblo Salmantino (UPSa)       | —     | —     | —          | —     | —     | —          | —     | —     | —          | 50,23 | 110   | 4          | 19,12 | 48    | 1          |

## Transporte
El municipio está bien comunicado por carretera, siendo atravesado por dos vías importantes; en Bercimuelle la SA-104 que une hacia el oeste con Guijuelo, a través del puente nuevo sobre el embalse de Santa Teresa y hacia el este con Gallegos de Solmirón y Ávila; En Puente del Congosto es la carretera SA-102 la que atraviesa el núcleo, uniendo hacia el oeste con Sorihuela y el enlace a la N-630 y hacia el este con Navamorales y la provincia de Ávila. Es por tanto posible acceder a la autopista a través de ambas carreteras, siendo ambos accesos a la autovía Ruta de la Plata que une Gijón con Sevilla y permite una comunicación rápida del municipio con el resto del país. Por otro lado, los dos núcleos que forman el municipio están unidos entre sí por una carretera local asfaltada.
En cuanto al transporte público se refiere, tras el cierre de la ruta ferroviaria de la Vía de la Plata, que pasaba por el municipio de Guijuelo y contaba con estación en el mismo, no existen servicios de tren en el municipio ni en los vecinos. Cuenta con parada de dos líneas de transporte regular de viajeros por carretera: la empresa Hermanos Marcos presta servicio hacia Béjar y Piedrahíta, y la empresa Jiménez Dorado hacia Ávila y Madrid. Por otro lado el aeropuerto de Salamanca es el más cercano, estando a unos 74km de distancia de la capital municipal. Existe también un aeródromo con pista de tierra para uso recreativo en Bercimuelle.